# Domenico Manetti
Pour les articles homonymes, voir Manetti.
Domenico Manetti (né en 1609 à Sienne et mort en 1663 dans la même ville) est un peintre italien de l'école siennoise.

## Biographie
Domenico Manetti apprend la peinture auprès de son père, Rutilio (1571-1639), et est actif à Sienne et ses environs dans la réalisation de peintures et fresques de scènes religieuses. 

## Œuvres
- Religieuse faisant bénir la maquette d'une église par le cardinal Chigi (futur pape Alexandre VII) (27.50 cm × 33.50 cm),
- Extase de sainte Catherine de Sienne,
- Sainte Marie-Madeleine,
- Charité romaine (v. 1650) (162 cm × 143 cm), Monte dei Paschi di Siena, Sienne.
- Vierge à l'enfant (huile sur toile 157.5 cm × 207 cm),
- La multiplication des pains et des poissons (1642),Oratorio San Giovanni dei Tredicini,Sienne.
- La Nascita del Battista, La Predica del Battista, église de San Giovannino della Staffa, Sienne
- Saint prêchant aux portes d'une chapelle,